# Oscar Patín
Oscar Patín (Guaranda, 1 de febrero de 2001) es un atleta ecuatoriano especialista en Marcha atlética. Participó en los Juegos Olímpicos de la Juventud de Buenos Aires 2018 donde ganó la primera medalla de oro para Ecuador en la historia de esta competición.

## Trayectoria
En el 2018 fue campeón en el Campeonato Sudamericano de Atletismo Sub-18 desarrollado en Ecuador lo que le sirvió para clasificar al mundial de marcha del mismo año acontecido en Taicang, China donde terminó en el puesto 33 con un tiempo de 44 minutos y 20 segundos, a 4 minutos del primer lugar. 
- Datos: Q61855111